# Eprouvette (Einheit)
Eprouvette, die Probehaspel, war ein französisches Längenmaß. Das Maß fand Anwendung für Seidengarne. Hintergrund war die Bestimmung der Garnfeinheit Denier. Der Feinheitsgrad gab an, wie viel Denier die Fadenlänge von 9600 Aune wiegt. Dieser große Strähn wurde nicht gewogen, sondern angepasst ein kleineres Gebinde.
Hierzu wurde nur ein Strähn von 400 Fäden auf den Probehaspel mit einem Umfang von 1 Aune gewickelt und man wog dann diese Probe. Dieser 24. Teil der Länge entsprach dem Gewicht in Denier, der bestimmt werden sollte. So viel Gran die Probe wog, so viel Denier betrug das Gewicht von 9600 Pariser Stab.
- 1 Eprouvette = 400 Aune = 480 Meter (früher auch 475,38 Meter)

Nach dem metrischen System gab es auch Ausnahmen: 
- Haspelumfang: 1,00 Meter oder 1,20 Meter oder 1,25 Meter
- Fadenanzahl: 400 oder 480 oder 500